# Raoul Briquet
Raoul Briquet, né le 4 novembre 1875 à Douai (Nord) et mort le 25 mars 1917 à Bapaume (Pas-de-Calais), est un homme politique français.

## Biographie
Docteur en droit, avocat, Raoul Briquet est militant SFIO et l'avocat du syndicat des mineurs du Pas-de-Calais. Il enseigne aussi le droit du travail au collège libre des sciences sociales. Conseiller général, il est député du Pas-de-Calais de 1910 à 1917. Le 25 mars 1917, il se rend avec un autre député à Bapaume, qui vient d'être libérée. Il est tué par l'effondrement de la mairie, détruite par une bombe à retardement laissée par les allemands.
Une tradition du Nord de la France veut qu'il ait obtenu une pause casse-croûte de vingt minutes pour les mineurs de fond, les compagnies minières devant payer cette pause sur le temps de travail, si bien que les mineurs baptisèrent leur casse-croûte « briquet ». Il semble pourtant que ce mot — auquel l'écrivain Émile Zola fait allusion à plusieurs reprises dans son roman Germinal (paru en 1885) — proviendrait plutôt de l'anglais break, « arrêt, pause ». Cependant, l'étymologie par l'anglais est fantaisiste. Selon le Centre national de ressources textuelles et lexicales, « briquet » est un terme wallon désignant un « quignon de pain ou paquet de tartines que l'ouvrier emporte quand il va travailler au dehors ». Alain Rey, dans le Dictionnaire historique de la langue française, indique que le mot est attesté depuis 1264 par l'intermédiaire d'emplois anciens désignant une forme de pain, un morceau de pain, et qu'il s'est maintenu dans les dialectes du nord. La proximité du picard parlé dans le Pas-de-Calais et du wallon explique le glissement sémantique de briquet, morceau de pain, à briquet, pause casse-croûte due à l'action de Raoul Briquet. 

### Sources
- « Raoul Briquet », dans le Dictionnaire des parlementaires français (1889-1940), sous la direction de Jean Jolly, PUF, 1960 [détail de l’édition]
- Acte de décès transcrit à Paris 8è (PARIS 8D158 Acte 121)

### Iconographie
- Augustin Lesieux (1877-1964), Monument aux députés Briquet et Tailliandier, à Bapaume, monument aux morts de la Grande Guerre.